# Lijst van rijksmonumenten in Oirschot (plaats)
De plaats Oirschot telt 137 inschrijvingen in het rijksmonumentenregister. Hieronder een overzicht.
| Object | Oorspronkelijke functie?  | Bouwjaar                                                                     | Architect                | Locatie                                                           | Coördinaten?                  | Nr.?   | Afbeelding |
| --- | ------------------------- | ---------------------------------------------------------------------------- | ------------------------ | ----------------------------------------------------------------- | ----------------------------- | ------ | --- |
| Huis Schoonoord | Kasteel, buitenplaats     | 19e eeuw                                                                     |                          | Bestseweg 34                                                      | 51° 30' 17" NB, 5° 19' 35" OL | 31255  | Meer afbeeldingen                                                                                                |
| Eenvoudige bakstenen boerderijtje onder rieten kap met aangebouwde houten, gepotdekselde schuur | Boerderij                 |                                                                              |                          | Brembos 1                                                         | 51° 31' 20" NB, 5° 17' 59" OL | 31256  | Eenvoudige bakstenen boerderijtje onder rieten kap met aangebouwde houten, gepotdekselde schuur                  |
| Behoort tot de woning Dekanijstraat 2, is daarvan een vleugel in het L-vormig complex. Zadeldak van rode pannen.                                                                                                   | Woonhuis                  |                                                                              |                          | Dekanijstraat 4                                                   | 51° 30' 15" NB, 5° 18' 30" OL | 31257  | Behoort tot de woning Dekanijstraat 2, is daarvan een vleugel in het L-vormig complex. Zadeldak van rode pannen. |
| Wit dorpshuis met rood pannendak, langsgevel aan de Gasthuisstraat, korte gevel met wolfdak aan de Dekanijstraat                                                                                                   | Woonhuis                  |                                                                              |                          | Dekanijstraat 20                                                  | 51° 30' 15" NB, 5° 18' 35" OL | 31258  | Wit dorpshuis met rood pannendak, langsgevel aan de Gasthuisstraat, korte gevel met wolfdak aan de Dekanijstraat |
| Witgepleisterd dorpshuis, schuiframen, groene vensterluiken, bovenlicht met segmentvormige roeden | Woonhuis                  |                                                                              |                          | Dekanijstraat 3                                                   | 51° 30' 14" NB, 5° 18' 32" OL | 31259  | Meer afbeeldingen                                                                                                |
| Dorpshuisje met topgevel met vlechtingen | Woonhuis                  |                                                                              |                          | Deken Frankenstraat 7                                             | 51° 30' 15" NB, 5° 18' 28" OL | 31260  | Meer afbeeldingen                                                                                                |
| Huize Sint Joris | Woonhuis                  | eerste helft 19e eeuw (ingang)                                               |                          | Gasthuisstraat 25, 27, 27a                                        | 51° 30' 13" NB, 5° 18' 38" OL | 31261  | Meer afbeeldingen                                                                                                |
| Dorpswoning | Woonhuis                  |                                                                              |                          | Gasthuisstraat 79                                                 | 51° 30' 19" NB, 5° 18' 32" OL | 31262  | Dorpswoning |
| Dorpswoning | Woonhuis                  |                                                                              |                          | Gasthuisstraat 81                                                 | 51° 30' 19" NB, 5° 18' 32" OL | 31264  | Dorpswoning |
| Dorpswoning | Woonhuis                  |                                                                              |                          | Gasthuisstraat 83                                                 | 51° 30' 19" NB, 5° 18' 32" OL | 31266  | Dorpswoning |
| Dorpswoning | Woonhuis                  |                                                                              |                          | Gasthuisstraat 85                                                 | 51° 30' 19" NB, 5° 18' 32" OL | 31267  | Dorpswoning |
| Dorpswoning met dwars zadeldak tussen zij- topgevels | Woonhuis                  |                                                                              |                          | Gasthuisstraat 87,89                                              | 51° 30' 19" NB, 5° 18' 32" OL | 31268  | Dorpswoning met dwars zadeldak tussen zij- topgevels                                                             |
| Brabantse langgevelboerderij | Boerderij                 | midden 18e eeuw                                                              |                          | Hedel 7                                                           | 51° 31' 17" NB, 5° 17' 52" OL | 31269  | Meer afbeeldingen                                                                                                |
| Boerderij van het Noord-Brabantse langgeveltype | Boerderij                 |                                                                              |                          | Hedel 6                                                           | 51° 31' 11" NB, 5° 17' 56" OL | 31270  | Boerderij van het Noord-Brabantse langgeveltype                                                                  |
| Vlaamse schuur op landgoed Heerenbeek | Boerderij                 | eerste helft 19e eeuw                                                        |                          | Heerenbeek 6-7                                                    | 51° 32' 34" NB, 5° 20' 39" OL | 31271  | Meer afbeeldingen                                                                                                |
| Twee gepleisterde landarbeidershuisjes onder een pannen wolfsdak | Woonhuis                  | 18e eeuw                                                                     |                          | Heistraat 1, 3                                                    | 51° 30' 5" NB, 5° 18' 27" OL  | 31272  | Twee gepleisterde landarbeidershuisjes onder een pannen wolfsdak                                                 |
| Eenvoudig witgeverfd pand onder zadeldak met zijtopgevel | Woonhuis                  |                                                                              |                          | Koestraat 9                                                       | 51° 30' 9" NB, 5° 18' 25" OL  | 31273  | Meer afbeeldingen                                                                                                |
| Dorpshuis met gepleisterde gevel, zadeldak tussen zijtopgevels met vlechtingen, ingangstravee met geprofileerde omlijsting. Een hardstenen stoeppaal                                                               | Woonhuis                  |                                                                              |                          | Koestraat 21                                                      | 51° 30' 7" NB, 5° 18' 22" OL  | 31274  | Meer afbeeldingen                                                                                                |
| Hoog dorpshuis met zadeldak tussen zijtopgevels met vlechtingen | Woonhuis                  |                                                                              |                          | Koestraat 23, 25                                                  | 51° 30' 7" NB, 5° 18' 21" OL  | 31275  | Meer afbeeldingen                                                                                                |
| Eenvoudig gepleisterd pand onder zadeldak met zijtopgevel | Woonhuis                  |                                                                              |                          | Koestraat 8                                                       | 51° 30' 8" NB, 5° 18' 25" OL  | 31276  | Meer afbeeldingen                                                                                                |
| Dorpswoning met zijtopgevel met vlechtingen | Woonhuis                  |                                                                              |                          | Koestraat 10                                                      | 51° 30' 8" NB, 5° 18' 25" OL  | 31277  | Dorpswoning met zijtopgevel met vlechtingen                                                                      |
| Sint Franciscushof | Klooster, kloosteronderdl |                                                                              |                          | Koestraat 14, 16, 18                                              | 51° 30' 7" NB, 5° 18' 23" OL  | 31278  | Meer afbeeldingen                                                                                                |
| Reeks huisjes zonder verdieping onder een doorlopend zadeldak tussen puntgevels | Woonhuis                  | midden 18e eeuw                                                              |                          | Leeuwerikstraat 18, 20                                            | 51° 30' 22" NB, 5° 18' 9" OL  | 31279  | Meer afbeeldingen                                                                                                |
| Boerderij van het Noord-Brabantse langgeveltype, gedeeltelijk met riet bedekt | Boerderij                 |                                                                              |                          | Liempdsedijk 3                                                    | 51° 31' 31" NB, 5° 20' 34" OL | 31280  | Meer afbeeldingen                                                                                                |
| Raadhuis van Oirschot | Bestuursgebouw en onderdl | 1463 (gesticht) 1513 (herbouwd) 18e eeuw (sterk gewijzigd) 1938/1938 (rest.) |                          | Markt 1                                                           | 51° 30' 15" NB, 5° 18' 26" OL | 31281  | Meer afbeeldingen                                                                                                |
| Sint-Petruskerk | Kerk en kerkonderdeel     | ca. 1503                                                                     |                          | Markt 2                                                           | 51° 30' 13" NB, 5° 18' 27" OL | 31282  | Meer afbeeldingen                                                                                                |
| Hotel de zwaan | Vergadering en vereniging | na 1623 (herbouwd)                                                           |                          | Markt 4                                                           | 51° 30' 11" NB, 5° 18' 31" OL | 31283  | Meer afbeeldingen                                                                                                |
| Huis met witte topgevel met vlechtingen | Woonhuis                  | vermoedelijk 18e eeuw                                                        |                          | Vrijthof 10                                                       | 51° 30' 11" NB, 5° 18' 29" OL | 31284  | Huis met witte topgevel met vlechtingen                                                                          |
| Eenvoudig dorpshuis met verdieping, grijs gecement, beneden met vensterluiken, hoog dwars zadeldak tussen zijtopgevels met vlechtingen                                                                             | Woonhuis                  |                                                                              |                          | Markt 5, 5a                                                       | 51° 30' 11" NB, 5° 18' 29" OL | 31285  | Meer afbeeldingen                                                                                                |
| Eenvoudig witgeverfde halsgevel, met rollaag afgedekt en met klein rondbogig topfronton | Woonhuis                  | eerste helft 18e eeuw                                                        |                          | Markt 6                                                           | 51° 30' 11" NB, 5° 18' 29" OL | 31286  | Meer afbeeldingen                                                                                                |
| Huis met strenge lijstgevel, kroonlijst met régence-consoles | Woonhuis                  |                                                                              |                          | Markt 7                                                           | 51° 30' 10" NB, 5° 18' 28" OL | 31287  | Huis met strenge lijstgevel, kroonlijst met régence-consoles                                                     |
| Huis met eenvoudige gebosseerd gepleisterde tuitgevel | Woonhuis                  |                                                                              |                          | Markt 11                                                          | 51° 30' 10" NB, 5° 18' 25" OL | 31288  | Huis met eenvoudige gebosseerd gepleisterde tuitgevel                                                            |
| Laag pand achter hoog opgetrokken gebosseerd gepleisterde lijstgevel | Woonhuis                  | derde kwart 19e eeuw (etalage)                                               |                          | Markt 12, 12a                                                     | 51° 30' 10" NB, 5° 18' 25" OL | 31289  | Meer afbeeldingen                                                                                                |
| Huis met gebosseerd gepleisterde lijstgevel, moderne etalage | Woonhuis                  |                                                                              |                          | Markt 13                                                          | 51° 30' 11" NB, 5° 18' 25" OL | 31290  | Huis met gebosseerd gepleisterde lijstgevel, moderne etalage                                                     |
| Huis 'in den bonten osch', met in- en uitgezwenkte topgevel | Woonhuis                  | eerste helft 18e eeuw                                                        |                          | Markt 15                                                          | 51° 30' 11" NB, 5° 18' 24" OL | 31291  | Huis 'in den bonten osch', met in- en uitgezwenkte topgevel                                                      |
| Huis met gebosseerd gepleisterde tuitgevel | Woonhuis                  |                                                                              |                          | Markt 17                                                          | 51° 30' 11" NB, 5° 18' 24" OL | 31292  | Meer afbeeldingen                                                                                                |
| 't Geveltje | Woonhuis                  |                                                                              |                          | Markt 18                                                          | 51° 30' 12" NB, 5° 18' 24" OL | 31293  | Meer afbeeldingen                                                                                                |
| Eenvoudig dorpshuisje | Woonhuis                  | eerste kwart 19e eeuw                                                        |                          | Markt 20                                                          | 51° 30' 12" NB, 5° 18' 23" OL | 31294  | Meer afbeeldingen                                                                                                |
| Woonhuis met verdieping, lijstgevel en zadeldak tussen zijtopgevels met vlechtingen | Woonhuis                  | 18e/19e eeuw                                                                 |                          | Molenstraat 15                                                    | 51° 30' 9" NB, 5° 18' 32" OL  | 31295  | Meer afbeeldingen                                                                                                |
| Gasthuis | Sociale zorg, liefdadigh. | 1613 (gesticht) 1780 (vernieuwd)                                             |                          | Molenstraat 17, 19, 21, 23, 25                                    | 51° 30' 9" NB, 5° 18' 33" OL  | 31296  | Meer afbeeldingen                                                                                                |
| Huis groenberg | Woonhuis                  | 1613                                                                         |                          | Molenstraat 27, 29                                                | 51° 30' 8" NB, 5° 18' 33" OL  | 31297  | Meer afbeeldingen                                                                                                |
| Eenvoudig huis met zadeldak tussen zijtopgevels met vlechtingen ramen met kleine roedenverdeling, houten klossen onder de gootlijst, vensterluiken, rode pannen                                                    | Woonhuis                  | tweede helft 18e eeuw                                                        |                          | Molenstraat 31                                                    | 51° 30' 8" NB, 5° 18' 33" OL  | 31298  | Meer afbeeldingen                                                                                                |
| Woonhuis met verdieping | Woonhuis                  | vermoedelijk ca. 1850                                                        |                          | Molenstraat 2                                                     | 51° 30' 12" NB, 5° 18' 33" OL | 31299  | Meer afbeeldingen                                                                                                |
| Wit dorpshuis, zadeldak van rode pannen met nok evenwijdig aan de gevel | Woonhuis                  |                                                                              |                          | Molenstraat 4                                                     | 51° 30' 11" NB, 5° 18' 33" OL | 31300  | Wit dorpshuis, zadeldak van rode pannen met nok evenwijdig aan de gevel                                          |
| Wit dorpshuis met dwars zadeldak van rode pannen | Woonhuis                  |                                                                              |                          | Molenstraat 6                                                     | 51° 30' 11" NB, 5° 18' 33" OL | 31301  | Wit dorpshuis met dwars zadeldak van rode pannen                                                                 |
| Grijsgepleisterd dorpshuis met dwars wolfsdak van pannen | Woonhuis                  | eind 18e eeuw                                                                |                          | Molenstraat 12                                                    | 51° 30' 10" NB, 5° 18' 33" OL | 31302  | Meer afbeeldingen                                                                                                |
| Kasteel Oud-Beysterveld | Kasteel, buitenplaats     | 1772 (gesticht)                                                              |                          | Montfortlaan 12                                                   | 51° 30' 29" NB, 5° 20' 0" OL  | 31303  | Meer afbeeldingen                                                                                                |
| Huis met grijsgepleisterde topgevel, achterkant tegen torenstraat 8 aangebouwd | Woonhuis                  |                                                                              |                          | Kerkstraat 1 (met Nieuwstraat 7),Nieuwstraat 7 (met Kerkstraat 1) | 51° 30' 14" NB, 5° 18' 22" OL | 31304  | Meer afbeeldingen                                                                                                |
| Groot herenhuis met hardstenen waterlijsten | Woonhuis                  | ca. 1840                                                                     |                          | Nieuwstraat 17,17a                                                | 51° 30' 16" NB, 5° 18' 21" OL | 31305  | Meer afbeeldingen                                                                                                |
| Woonhuis met zadeldak | Woonhuis                  |                                                                              |                          | Nieuwstraat 39                                                    | 51° 30' 20" NB, 5° 18' 18" OL | 31306  | Meer afbeeldingen                                                                                                |
| Huis onder dwars zadeldak tussen zij-topgevels | Woonhuis                  |                                                                              |                          | Nieuwstraat 45                                                    | 51° 30' 21" NB, 5° 18' 17" OL | 31308  | Huis onder dwars zadeldak tussen zij-topgevels                                                                   |
| Huis horend bij het Carmelitessenklooster Blijendaal | Klooster, kloosteronderdl | 17e eeuw (oorsprong)                                                         |                          | Nieuwstraat 28                                                    | 51° 30' 17" NB, 5° 18' 19" OL | 31309  | Meer afbeeldingen                                                                                                |
| Dwarspand met eenvoudige lijstgevel onder pannen dak | Woonhuis                  |                                                                              |                          | Nieuwstraat 48                                                    | 51° 30' 20" NB, 5° 18' 17" OL | 31310  | Meer afbeeldingen                                                                                                |
| Dorpswoning onder met pannen belegd zadeldak tegen een zijtopgevel | Woonhuis                  |                                                                              |                          | Noijenstraat 14                                                   | 51° 30' 20" NB, 5° 18' 25" OL | 31311  | Dorpswoning onder met pannen belegd zadeldak tegen een zijtopgevel                                               |
| Gebosseerd grijsgepleisterd woonhuis | Woonhuis                  |                                                                              |                          | Rijkesluisstraat 1                                                | 51° 30' 12" NB, 5° 18' 31" OL | 31312  | Gebosseerd grijsgepleisterd woonhuis                                                                             |
| Huis met schilddak en witgepleisterde lijstgevel met ingezwenkte hoeken | Woonhuis                  | 18e eeuw                                                                     |                          | Rijkesluisstraat 3                                                | 51° 30' 12" NB, 5° 18' 32" OL | 31313  | Meer afbeeldingen                                                                                                |
| Groot herenhuis | Woonhuis                  | 1856                                                                         |                          | Rijkesluisstraat 2                                                | 51° 30' 12" NB, 5° 18' 31" OL | 31314  | Groot herenhuis                                                                                                  |
| Huis onder zadeldak tussen zij-topgevels, gepleisterde voorgevel | Woonhuis                  | 17e eeuw                                                                     |                          | Rijkesluisstraat 4                                                | 51° 30' 13" NB, 5° 18' 32" OL | 31315  | Huis onder zadeldak tussen zij-topgevels, gepleisterde voorgevel                                                 |
| Boerderij van het Brabantse langgeveltype | Boerderij                 | eerste helft 19e eeuw                                                        |                          | Rijkesluisstraat 20                                               | 51° 30' 13" NB, 5° 18' 40" OL | 31316  | Meer afbeeldingen                                                                                                |
| Landarbeiderswoning | Bedrijfs-,fabriekswoning  | eerste helft 19e eeuw                                                        |                          | Rijkesluisstraat 24                                               | 51° 30' 12" NB, 5° 18' 42" OL | 31317  | Meer afbeeldingen                                                                                                |
| Boerderij, met pannendak, afgewolfd | Boerderij                 |                                                                              |                          | Rijkesluisstraat 54                                               | 51° 30' 13" NB, 5° 18' 49" OL | 31318  | Boerderij, met pannendak, afgewolfd                                                                              |
| Boerderij met pannendak | Boerderij                 |                                                                              |                          | Rijkesluisstraat 56                                               | 51° 30' 13" NB, 5° 18' 50" OL | 31319  | Boerderij met pannendak                                                                                          |
| Boerderij van het Noord-Brabantse langgeveltype | Boerderij                 |                                                                              |                          | De Fransman 6                                                     | 51° 31' 28" NB, 5° 20' 16" OL | 31320  | Meer afbeeldingen                                                                                                |
| Latijnse school | Woonhuis                  | 1550/1679                                                                    |                          | Schoolstraat 4, 6, 8, 10, 12, 14, 16,18                           | 51° 30' 14" NB, 5° 18' 34" OL | 31321  | Meer afbeeldingen                                                                                                |
| Boerderij van het Brabantse langgeveltype onder pannen wolfdak | Boerderij                 | eerste helft 19e eeuw                                                        |                          | Spoordonkseweg 65                                                 | 51° 30' 45" NB, 5° 17' 36" OL | 31322  | Meer afbeeldingen                                                                                                |
| Huis 'De reizende man' met trapgevel | Woonhuis                  | 17e eeuw                                                                     |                          | Sint Odulphusstraat 1                                             | 51° 30' 12" NB, 5° 18' 31" OL | 31323  | Meer afbeeldingen                                                                                                |
| Huis met sterk vernieuwde trapgevel in de trant van die van nr 1 | Woonhuis                  | 1943 (verb.)                                                                 |                          | Sint Odulphusstraat 3                                             | 51° 30' 13" NB, 5° 18' 30" OL | 31324  | Huis met sterk vernieuwde trapgevel in de trant van die van nr 1                                                 |
| Lage woning met zadeldak van rode pannen waarvan de nok evenwijdig aan de voorgevel. Vermoedelijk XVII. Vormt een complex met Dekanijstraat 2 en St. Odulphusstraat 11 en 13, tezamen als een soort hofje gebouwd. | Woonhuis                  | vermoedelijk 17e eeuw                                                        |                          | Dekanijstraat 2                                                   | 51° 30' 15" NB, 5° 18' 30" OL | 31325  | Meer afbeeldingen                                                                                                |
| Woning met wolfsdak van rode pannen | Woonhuis                  |                                                                              |                          | Sint Odulphusstraat 11-13                                         | 51° 30' 15" NB, 5° 18' 29" OL | 31326  | Meer afbeeldingen                                                                                                |
| Eenvoudig dwarspand onder pannen zadeldak tussen zijtopgevels | Woonhuis                  |                                                                              |                          | Sint Odulphusstraat 33, 35                                        | 51° 30' 18" NB, 5° 18' 29" OL | 31327  | Meer afbeeldingen                                                                                                |
| Landarbeidershuisje onder pannen zadeldak | Bedrijfs-,fabriekswoning  | midden 19e eeuw                                                              |                          | Sint Odulphusstraat 16                                            | 51° 30' 18" NB, 5° 18' 28" OL | 31328  | Meer afbeeldingen                                                                                                |
| Landarbeidershuisje onder een zadeldak met de nrs 16 en 20 | Bedrijfs-,fabriekswoning  | midden 19e eeuw                                                              |                          | Sint Odulphusstraat 18                                            | 51° 30' 18" NB, 5° 18' 28" OL | 31329  | Meer afbeeldingen                                                                                                |
| Landarbeidershuisje onder een zadeldak met de nrs 18 en 22 | Bedrijfs-,fabriekswoning  | midden 19e eeuw                                                              |                          | Sint Odulphusstraat 20                                            | 51° 30' 18" NB, 5° 18' 28" OL | 31330  | Meer afbeeldingen                                                                                                |
| Landarbeidershuisje | Bedrijfs-,fabriekswoning  | midden 19e eeuw                                                              |                          | Sint Odulphusstraat 22                                            | 51° 30' 18" NB, 5° 18' 28" OL | 31331  | Meer afbeeldingen                                                                                                |
| Boerderij van het Noord-Brabantse langgeveltype, met als korte voorgevel een klokgevel | Boerderij                 | 18e eeuw                                                                     |                          | Zwanenburg 1                                                      | 51° 29' 33" NB, 5° 18' 59" OL | 31332  | Meer afbeeldingen                                                                                                |
| Woonhuis van twee verdiepingen met hoog zadeldak tussen in- en uitgezwenkte topgevels | Woonhuis                  |                                                                              |                          | Kerkstraat 5 (met Torenstraat 8),Torenstraat 8 (met Kerkstraat 5) | 51° 30' 14" NB, 5° 18' 23" OL | 31333  | Meer afbeeldingen                                                                                                |
| Eenvoudig landarbeidershuisje, onder pannen zadeldak tussen puntgeveltjes met rollagen | Woonhuis                  | 19e eeuw                                                                     |                          | Stenenstraatje 1                                                  | 51° 30' 10" NB, 5° 18' 39" OL | 31334  | Meer afbeeldingen                                                                                                |
| Huis met witgesausde lijstgevel en dwars zadeldak | Woonhuis                  |                                                                              |                          | Vrijthof 2                                                        | 51° 30' 11" NB, 5° 18' 32" OL | 31335  | Huis met witgesausde lijstgevel en dwars zadeldak                                                                |
| Wit stalgebouw, achterkant van Rijkesluisstraat 3 | Bijgebouwen kastelen enz. |                                                                              |                          | Vrijthof bij 2                                                    | 51° 30' 11" NB, 5° 18' 32" OL | 31336  | Wit stalgebouw, achterkant van Rijkesluisstraat 3                                                                |
| Mariakerk | Kerk en kerkonderdeel     |                                                                              |                          | Vrijthof 3                                                        | 51° 30' 10" NB, 5° 18' 31" OL | 31337  | Meer afbeeldingen                                                                                                |
| Eenvoudig huisje | Woonhuis                  | ca. 1900                                                                     |                          | Vrijthof 4                                                        | 51° 30' 10" NB, 5° 18' 32" OL | 31338  | Eenvoudig huisje                                                                                                 |
| Eenvoudig huisje met zadeldak | Woonhuis                  | ca. 1900                                                                     |                          | Vrijthof 5                                                        | 51° 30' 10" NB, 5° 18' 31" OL | 31339  | Meer afbeeldingen                                                                                                |
| Eenvoudig witgepleisterd huisje | Woonhuis                  | ca. 1900                                                                     |                          | Vrijthof 6                                                        | 51° 30' 10" NB, 5° 18' 31" OL | 31340  | Eenvoudig witgepleisterd huisje                                                                                  |
| Eenvoudig huisjes zonder verdieping | Woonhuis                  | ca. 1900                                                                     |                          | Vrijthof 7                                                        | 51° 30' 10" NB, 5° 18' 30" OL | 31341  | Eenvoudig huisjes zonder verdieping                                                                              |
| Woonhuis met verdieping en hoog zadeldak tussen zijtopgevels met vlechtingen | Woonhuis                  |                                                                              |                          | Vrijthof 9                                                        | 51° 30' 11" NB, 5° 18' 30" OL | 31342  | Woonhuis met verdieping en hoog zadeldak tussen zijtopgevels met vlechtingen                                     |
| De Korenaar | Industrie- en poldermolen | 1857                                                                         |                          | De Korenaar 49                                                    | 51° 30' 35" NB, 5° 19' 11" OL | 31347  | Meer afbeeldingen                                                                                                |
| Urnenveld | Archeologie               | late Bronstijd en vroege IJzertijd                                           |                          | Aerlesche Heide, Zonnedauw                                        | 51° 28' 53" NB, 5° 23' 14" OL | 45078  | Upload foto |
| Terrein waarin overblijfselen van een nederzetting | Archeologisch monument    | Mesolithicum                                                                 |                          |                                                                   | 51° 27' 18" NB, 5° 17' 16" OL | 46108  | Upload foto |
| Terrein waarin overblijfselen van een nederzetting | Archeologisch monument    | Palaeolithicum                                                               |                          |                                                                   | 51° 27' 27" NB, 5° 18' 2" OL  | 46109  | Upload foto |
| Langgevelboerderij | Boerderij                 | 1923                                                                         |                          | Pallande 8                                                        | 51° 31' 14" NB, 5° 20' 32" OL | 518858 | Meer afbeeldingen                                                                                                |
| Langgevelboerderij | Boerderij                 | 1910                                                                         |                          | Notel 6                                                           | 51° 30' 25" NB, 5° 19' 37" OL | 519151 | Meer afbeeldingen                                                                                                |
| De Notel | Boerderij                 | 1910                                                                         |                          | Notel bij 6                                                       | 51° 30' 25" NB, 5° 19' 37" OL | 519152 | De Notel |
| Woonhuis | Bedrijfs-,fabriekswoning  | 1870                                                                         |                          | Rijkesluisstraat 52, De Loop 2                                    | 51° 30' 15" NB, 5° 18' 48" OL | 519154 | Woonhuis |
| Direct achter het woonhuis is een langwerpige fabriekshal gebouwd | Industrie                 | 1899-1917                                                                    |                          | Rijkesluisstraat 50-52                                            | 51° 30' 15" NB, 5° 18' 48" OL | 519155 | Direct achter het woonhuis is een langwerpige fabriekshal gebouwd                                                |
| R.K. kerkhof: Baarhuis met een op de zuidelijke gevel geplaatste calvariegroep | Begraafplaats en -onderdl | 1880-1890                                                                    |                          | Kapelpad ong.                                                     | 51° 30' 15" NB, 5° 18' 10" OL | 519157 | Meer afbeeldingen                                                                                                |
| Grafzerk priester W.L. van Baar | Begraafplaats en -onderdl | 1880-1890                                                                    |                          | Kapelpad ong.                                                     | 51° 30' 15" NB, 5° 18' 10" OL | 519158 | Meer afbeeldingen                                                                                                |
| De kloosterkapel van het R.K. klooster van de zusters Carmelitessen | Klooster, kloosteronderdl | 1931                                                                         |                          | Nieuwstraat 28                                                    | 51° 30' 17" NB, 5° 18' 19" OL | 519160 | De kloosterkapel van het R.K. klooster van de zusters Carmelitessen                                              |
| R.K. klooster van de zusters Carmelitessen | Klooster, kloosteronderdl | 1931                                                                         |                          | Nieuwstraat bij 28                                                | 51° 30' 17" NB, 5° 18' 19" OL | 519161 | Upload foto |
| Joodse Begraafplaats: grafteken van Izaak Docters | Begraafplaats en -onderdl | 1800                                                                         |                          | Kemmer ong.                                                       | 51° 30' 8" NB, 5° 18' 10" OL  | 519163 | Meer afbeeldingen                                                                                                |
| Grafteken van J. Docters, daterende uit omstreeks 1884 | Begraafplaats en -onderdl | 1800                                                                         |                          | Kemmer ong.                                                       | 51° 30' 8" NB, 5° 18' 10" OL  | 519164 | Meer afbeeldingen                                                                                                |
| 's-Heerenvijvers: koeienstal met bakhuis | Boerderij                 | 1936-1937                                                                    | Becks                    | 's-Heerenvijvers 1                                                | 51° 29' 18" NB, 5° 18' 25" OL | 519167 | Upload foto |
| Complex van Klooster Nazareth | Klooster, kloosteronderdl | 1907-1926                                                                    | Jos Cuypers en Jan Stuyt | Koestraat 35                                                      | 51° 30' 7" NB, 5° 18' 13" OL  | 519172 | Meer afbeeldingen                                                                                                |
| Heilige Engelbewaardersschool | Woonhuis                  | 1925-1933                                                                    | Jos Cuypers en Jan Stuyt | Koestraat 37                                                      | 51° 30' 7" NB, 5° 18' 13" OL  | 519173 | Heilige Engelbewaardersschool                                                                                    |
| Woonhuis | Nijverheid                | 1875-1899                                                                    |                          | Leeuwerikstraat 1                                                 | 51° 30' 22" NB, 5° 18' 14" OL | 519179 | Woonhuis |
| Dorpswoonhuis | Woonhuis                  | 1880                                                                         |                          | Nieuwstraat 21                                                    | 51° 30' 17" NB, 5° 18' 19" OL | 519180 | Dorpswoonhuis |
| Dorpswoonhuis | Woonhuis                  | 1890                                                                         |                          | Nieuwstraat 30                                                    | 51° 30' 17" NB, 5° 18' 18" OL | 519181 | Dorpswoonhuis |
| Dorpswoonhuis | Woonhuis                  | 1875                                                                         |                          | Nieuwstraat 31, 31a                                               | 51° 30' 18" NB, 5° 18' 19" OL | 519182 | Dorpswoonhuis |
| Woonhuis | Woonhuis                  | 1895                                                                         |                          | Nieuwstraat 33                                                    | 51° 30' 19" NB, 5° 18' 18" OL | 519183 | Woonhuis |
| Dorpswoonhuis | Woonhuis                  | 1880                                                                         |                          | Nieuwstraat 35                                                    | 51° 30' 19" NB, 5° 18' 18" OL | 519184 | Dorpswoonhuis |
| Woonhuis | Woonhuis                  | 1875                                                                         |                          | Nieuwstraat 54                                                    | 51° 30' 21" NB, 5° 18' 16" OL | 519185 | Meer afbeeldingen                                                                                                |
| Kantongerechtsgebouw | Gerechtsgebouw            | 1907-1908                                                                    | W.C. Metzelaar           | Torenstraat 1                                                     | 51° 30' 15" NB, 5° 18' 26" OL | 519186 | Meer afbeeldingen                                                                                                |
| Woonhuis | Woonhuis                  | 1850-1900                                                                    |                          | Nieuwstraat 3-5                                                   | 51° 30' 13" NB, 5° 18' 22" OL | 519188 | Woonhuis |
| Brouwerij De Kroon | Industrie                 | 1700-1899                                                                    |                          | Koestraat 20                                                      | 51° 30' 6" NB, 5° 18' 20" OL  | 519189 | Meer afbeeldingen                                                                                                |
| Graf van W.G.J. Messing | Begraafplaats en -onderdl | 1891                                                                         |                          | Kapelpad ong.                                                     | 51° 30' 15" NB, 5° 18' 10" OL | 519751 | Meer afbeeldingen                                                                                                |
| Graf Mr. A.J.L. van Laar | Begraafplaats en -onderdl | 1868                                                                         |                          | Kapelpad ong.                                                     | 51° 30' 15" NB, 5° 18' 10" OL | 519752 | Meer afbeeldingen                                                                                                |
| Graf J.A.Gulje | Begraafplaats en -onderdl | 1899                                                                         |                          | Kapelpad ong.                                                     | 51° 30' 15" NB, 5° 18' 10" OL | 519753 | Meer afbeeldingen                                                                                                |
| Graf F.H.Goossens | Begraafplaats en -onderdl | 1896                                                                         |                          | Kapelpad ong.                                                     | 51° 30' 15" NB, 5° 18' 10" OL | 519755 | Meer afbeeldingen                                                                                                |
| Graf A.de Laat | Begraafplaats en -onderdl | 1901                                                                         |                          | Kapelpad ong.                                                     | 51° 30' 15" NB, 5° 18' 10" OL | 519761 | Meer afbeeldingen                                                                                                |
| Graf M.J.Gulje | Begraafplaats en -onderdl | 1890                                                                         |                          | Kapelpad ong.                                                     | 51° 30' 15" NB, 5° 18' 10" OL | 519762 | Meer afbeeldingen                                                                                                |
| Graf J.Turing van Ferrier | Begraafplaats en -onderdl | 1902                                                                         |                          | Kapelpad ong.                                                     | 51° 30' 15" NB, 5° 18' 10" OL | 519766 | Meer afbeeldingen                                                                                                |
| Fabriekshal van stoelen- en meubelfabriek Teurlincx & Meyers | Industrie                 | 1899-1917                                                                    | J. Donders               | de Loop 28                                                        | 51° 30' 15" NB, 5° 18' 48" OL | 519847 | Fabriekshal van stoelen- en meubelfabriek Teurlincx & Meyers                                                     |
| 's-Heerenvijvers: weekendhuis | Gebouw                    | 1936-1937                                                                    | Becks                    | 's-Heerenvijvers 1                                                | 51° 29' 18" NB, 5° 18' 25" OL | 519848 | Upload foto |
| 's-Heerenvijvers: dienstwoning ten noordwesten van een weekendhuis | Dienstwoning              | 1937                                                                         | Becks                    | 's-Heerenvijvers 1                                                | 51° 29' 18" NB, 5° 18' 25" OL | 519849 | Upload foto |
| 's-Heerenvijvers: boerderij met schuur 'Hemelrijken' | Boerderij                 | 1936-1937                                                                    | Becks                    | 's-Heerenvijvers 1                                                | 51° 29' 18" NB, 5° 18' 25" OL | 519851 | Upload foto |
| 's-Heerenvijvers: kapel | Kapel                     | 1938                                                                         | Becks                    | 's-Heerenvijvers 1                                                | 51° 29' 18" NB, 5° 18' 25" OL | 519853 | Upload foto |
| 's-Heerenvijvers: grenspalen aan de zuidelijke en oostelijke zijde | Woonhuis                  | 1937                                                                         | Becks                    | 's-Heerenvijvers 1                                                | 51° 29' 18" NB, 5° 18' 25" OL | 519854 | Upload foto |
| Joodse Begraafplaats: hardstenen staande grafmonument met een gelobde top en een inscriptie in de Hebreeuwse taal                                                                                                  | Begraafplaats en -onderdl | 1875-1900                                                                    |                          | Kemmer ong.                                                       | 51° 30' 8" NB, 5° 18' 10" OL  | 519856 | Meer afbeeldingen                                                                                                |
| Joodse Begraafplaats: hardstenen staande grafmonument met een gelobde top en een inscriptie in de Hebreeuwse taal                                                                                                  | Begraafplaats en -onderdl | 1875-1900                                                                    |                          | Kemmer ong.                                                       | 51° 30' 8" NB, 5° 18' 10" OL  | 519857 | Meer afbeeldingen                                                                                                |
| Joodse Begraafplaats: grafteken van D. de Winter | Begraafplaats en -onderdl | 1905                                                                         |                          | Kemmer ong.                                                       | 51° 30' 8" NB, 5° 18' 10" OL  | 519858 | Meer afbeeldingen                                                                                                |
| Joodse Begraafplaats: grafteken van H. Docters | Begraafplaats en -onderdl | 1898                                                                         |                          | Kemmer ong.                                                       | 51° 30' 8" NB, 5° 18' 10" OL  | 519859 | Meer afbeeldingen                                                                                                |
| Joodse Begraafplaats: een anoniem grafteken, waarschijnlijk daterende uit omstreeks 1940 | Begraafplaats en -onderdl | 1940                                                                         |                          | Kemmer ong.                                                       | 51° 30' 8" NB, 5° 18' 10" OL  | 519860 | Meer afbeeldingen                                                                                                |
| Joodse begraafplaats: grafteken van R. Koppens | Begraafplaats en -onderdl | 1868                                                                         |                          | Kemmer ong.                                                       | 51° 30' 8" NB, 5° 18' 10" OL  | 519861 | Meer afbeeldingen                                                                                                |
| Joodse begraafplaats: hardstenen staande grafmonument met een gelobde top en een inscriptie in de Hebreeuwse taal                                                                                                  | Begraafplaats en -onderdl | 1875-1900                                                                    |                          | Kemmer ong.                                                       | 51° 30' 8" NB, 5° 18' 10" OL  | 519862 | Meer afbeeldingen                                                                                                |
| Complex van Klooster Nazareth | Klooster, kloosteronderdl | 1910                                                                         | Jos Cuypers en Jan Stuyt | Koestraat 37                                                      | 51° 30' 7" NB, 5° 18' 13" OL  | 520061 | Complex van Klooster Nazareth                                                                                    |
| Complex van Klooster Nazareth | Klooster, kloosteronderdl | 1907-1910                                                                    | Jos Cuypers en Jan Stuyt | Koestraat 39                                                      | 51° 30' 6" NB, 5° 18' 16" OL  | 520062 | Complex van Klooster Nazareth                                                                                    |
| Heilige Engelbewaardersschool | Klooster, kloosteronderdl | 1933                                                                         | Jos Cuypers en Jan Stuyt | Koestraat 41                                                      | 51° 30' 4" NB, 5° 18' 11" OL  | 520063 | Heilige Engelbewaardersschool                                                                                    |
| Vrijstaande woning onder schilddak, opgetrokken in Ambachtelijk-traditionele bouwtrant | Woonhuis                  | 17e tot eerste helft 19e eeuw                                                |                          | Nieuwstraat 6                                                     | 51° 30' 12" NB, 5° 18' 22" OL | 526460 | Meer afbeeldingen                                                                                                |
| Half vrijstaande dubbel woonhuis onder schilddak, opgetrokken in Ambachtelijk-traditionele bouwtrant | Woonhuis                  |                                                                              |                          | Nieuwstraat 13, 15                                                | 51° 30' 15" NB, 5° 18' 21" OL | 526465 | Half vrijstaande dubbel woonhuis onder schilddak, opgetrokken in Ambachtelijk-traditionele bouwtrant             |